# Dipoena transversisulcata
Dipoena transversisulcata là một loài nhện trong họ Theridiidae.
Loài này thuộc chi Dipoena. Dipoena transversisulcata được Embrik Strand miêu tả năm 1908.